# Thwaitesia nigronodosa
Thwaitesia nigronodosa là một loài nhện trong họ Theridiidae.
Loài này thuộc chi Thwaitesia. Thwaitesia nigronodosa được William Joseph Rainbow miêu tả năm 1912.